# Камерун
Камерун (на френски: République du Cameroun, на английски: Republic of Cameroon) е унитарна република в Централна Африка. На запад граничи с Нигерия, на североизток с Чад, на изток с Централноафриканска република, а на юг с Екваториална Гвинея, Габон и Република Конго. Страната притежава част от крайбрежието на Гвинейския залив, което ѝ дава излаз на Атлантическия океан. Камерун е наречена „Африка в миниатюра“ поради своето геоложко и културно разнообразие. Природното богатство на Камерун включва плажове, пустини, савани, джунгли и планини. Най-високият връх е Фако (4040 метра) в планината Камерун, а най-ниската точка е Атлантическото крайбрежие. Държавата се населява от над 280 различни етнически групи. Официалните езици са френски и английски.
За разлика от много други африкански държави, в Камерун липсват кръвопролитни граждански войни и междуособици, което благоприятства развитието на инфраструктурата и промишлеността. Въпреки това голяма част от населението живее под прага на бедността, а корупцията е широко разпространена. Според множество проучвания на специалисти Камерун е сред най-корумпираните страни в света.
На практика цялата изпълнителна власт в Камерун се контролира от президента, избиран за седем годишен мандат. Президентът е главнокомандващ на въоръжените сили и назначава държавната администрация.

## История
Първите заселници на територията на днешен Камерун датират от Новокаменната епоха. Сред тях са и пигмеите, които обитават територията на страната най-отдавна в сравнение с всички останали племена и етнически групи. Сао е една от народностите, създала по тези територии своя цивилизация (V – XV век), която постепенно е асимилирана от Канемската империя (началото на VIII век до ок. 1900 г.).
През 1472 г., португалски мореплаватели стъпват на камерунските брегове. Те описват флората и фауната на река Вури и я наричат „Реката на скаридите“ – Рио дош Камароеш. През следващите няколко столетия, европейците установяват търговия с жителите по бреговете на Камерун.
През 1884 г. Камерун става колония на Германската империя, което дава тласък на вътрешното развитие на страната. Немското управление започва да подобрява инфраструктурата на новата си колония, използвайки физическия труд на местното население. След поражението на Германия в Първата световна война, през 1919 г. Камерун е разделена между две от победителките – Франция и Великобритания.
Френското правителство внимателно интегрира икономиката на колонията с тази на самата Франция и подобрява инфраструктурата ѝ чрез капиталови инвестиции, изпращане на специалисти и трудова повинност. Местното население е експлоатирано като евтина работна ръка за тежък труд. От друга страна, британците управляват териториите си в Камерун от съседна Нигерия, което кара местните да се чувстват като „колония на колонията“. Нигерийски работници са изпращани в Южен Камерун, което също предизвиква недоволство сред местните обитатели.
Камерун получава своята независимост от Франция на 1 януари 1960 година. Първият президент е Ахмаду Ахиджо. На 1 октомври 1961 г. британската част също получава своята независимост и двете части сформират Федерална Република Камерун.
Ахмаду Ахиджо, издигнат от политическата партията „Камерунски национален съюз“ (КНС), установява управление, имащо цел да слее идеите на капитализма и социализма (характерно за Камерун политическо движение). Правителството му използва приходите от нефтодобива за създаването на национален резерв и подпомагане на проектите за развитие на страната.
На 4 ноември 1982 г. за президент на Камерун е избран Пол Бия (Народно демократическо движение Камерун). Той се стреми към по-демократично правителство. По време на неговото управление страната претърпява икономически регрес. През 1990 г. англоговорещата част от населението обявява създаването на нова република – „Амбазония“ и в страната настъпва анархия. Въпреки размириците в днешно време няма кръвопролитни граждански войни и антиправителствени движения, използващи насилие.

## География и климат
Със своята площ от 475 442 квадратни километра Камерун е 53-та по големина държава в света. На запад страната има брегова ивица от Гвинейския залив. Общата дължина на държавните граници е 4591 километра. От тях:
- Най-дългата е тази с Нигерия – 1690 км, на запад;
- Чад – 1094 км, на североизток;
- Централноафриканската република – 797 км, на изток;
- Република Конго – 523 км, на югоизток;
- Габон – 298 км, на юг;
- Екваториална Гвинея – 189 км, на юг.

Страната е разположена в Централна и Западна Африка. Множество туристи определят Камерун като „Африка в миниатюра“, поради голямото ѝ географско разнообразие: плажове, крайбрежна ивица, планини, джунгли, савани и пустини. В южните части на страната преобладават екваториалните гори. Те се срещат и по атлантическото крайбрежние, където се намират и едни от най-влажните точки на света. Наблюдават сухи и дъждовни периоди, като по време на сухите температурите са много високи. През този период пресъхват повечето реки. Средните темпуратури в Камерун варират между 22 °C (71,6 °F) и 25 °C (77 °F).
През страната текат множество реки, като най-значителната от тях е Логон, която е основен приток на друга река – Шари. Други големи реки, имащи стопанско и транспортно значение са: Вури, Джа, Бенуе (приток на река Нигер) и други. В Камерун се наблюдава вулканизъм, впоследствие на който се образуват кратерни езера. На 21 август 1986 г. едно от тях, Ниос, изригва, като причинява смъртта на близо 1700 души. Най-високата точка на страната е връх Фаго (4095 метра), намиращ се на Монт Камерун.

## Политическо устройство
Президентът е държавен глава и има значителни правомощия. Той избира министър-председателя, назначава държавни служители на всички нива. Той е върховен главнокомандващ на армията и в случай на голяма заплаха може да обяви бедствено положение в цялата страна.
Президентът на Камерун се избира пряко за мандат от седем години. Към 2010 г. постът се заема от Пол Бия (р. 1933).
Правосъдната система на Камерун се базира на тази на Франция. Макар и да е частично независима, тя попада под властта на Министерството на правосъдието. Съдебната власт официално е разделена на съдилища, Апелативен и Върховен съд. Министърът има правото да назначава съдиите.
Законодателната власт се представлява от народно събрание със 180 депутати, избирани за срок от пет години.

### Административно деление
Камерун е разделена на 10 полуавтономни региона, като всяка се управлява от избран „Регионален Съвет“. Регионите са подразделени на департаменти, като общият брой на департаментите е 58. Всеки департамент се управлява от „префект“, избиран от президента.
От 12 ноември 2008 г., чрез президентски указ, официалното название на административната единица в страната се променя. Старото название „провинция“ се заменя с „регион“.
10-те региона са:
| №  | Регион        | Център    | Площ, км² | Население (2007). |
| -- | ------------- | --------- | --------- | ----------------- |
| 1  | Адамауа       | Нгаундере | 63 691    | 838 689           |
| 3  | Източен       | Бертуа    | 109 011   | 875 949           |
| 10 | Западен       | Бафусам   | 13 872    | 2 269 136         |
| 5  | Литорал       | Дуала     | 20 239    | 2 294 540         |
| 6  | Северен       | Гаруа     | 65 576    | 1 409 445         |
| 4  | Далечен север | Маруа     | 34 246    | 3 142 883         |
| 7  | Северозападен | Баменда   | 17 810    | 2 095 538         |
| 2  | Централен     | Яунде     | 68 926    | 2 797 212         |
| 9  | Югозападен    | Буза      | 24 471    | 1 419 269         |
| 8  | Южен          | Зболова   | 47 110    | 633 082           |

### Въоръжени сили
Редовните въоръжени сили на Камерун, в сравнение с останалите африкански държави, са относително многобройни, като личният състав наброява около 26 – 27 000 души. Те са в тясно сътрудничество с френските въоръжени сили, каквито има разположени на полуостров Бакаси (камерунско владение). Лекото стрелково оръжие на камерунската армия най-често е AK-47 или М-16.
Въоръжените сили на Камерун включват: армия, военноморски флот, военновъздушни сили, национална жандармерия и президентска охрана.
Близо 1,3% от БВП на страната се отделя за целите на отбраната.

## Външна политика
Камерун членува в ООН, Африканския съюз и Организация Ислямска конференция. Страната е в близки отношения с дългогодишния си партньор Франция.
Камерун е в обтегнати отношения със съседките си Нигерия и Екваториална Гвинея. Неразбирателството между тези държави се дължи на петролните залежи, открити по крайбрежния шелф на полуостров Бакаси. Международния съд в Хага решава спора в полза на Камерун. Решението е оспорено от Нигерия и на 12 юни 2006 г. е приета резолюция на ООН, която също подкрепя Камерун в спора. В резултат на намесата на ООН, Нигерия се оттегля от полуострова.
През 1986 г. Камерун възстановява дипломатическите си отношения си с Израел, прекъснати през 1971 г. На 24 февруари 1984 г. започва дипломатическото сътрудничество на Камерун с България.

## Образование и здравеопазване
Повечето от децата в Камерун имат достъп до образование. Образователната система е по подобие на тези в Англия и Франция, които всъщност са коренно различни. С 84% страната се нарежда на едно от първите места (в света?) по посещаемост на начални училища. В страната се наблюдава недостиг на учители 
В Камерун има шест държавни университета. Повече от 60 000 студенти са приети да учат в тях през учебната 1998 – 99 г. Въпреки това държавното финансиране за тези университети е ниско, което прави следването във висшите учебни заведения много трудно. Също така поради намаляване на учителските заплати през 1993 г. все по-трудно се намират квалифицирани преподавателски кадри.
Качеството на здравеопазването в Камерун в повечето случаи е ниско. Извън големите градове, клиниките и болниците често са в окаяно състояние. Ендемичните болести в страната включват денга, малария, менингит и други. 5,1% от хората между 15 – 49 годишна възраст са болни от СПИН. Традиционните методи за лечение са алтернатива на западната медицина.

## Икономика
Камерун има една от най-добре развитите икономики в Африка. Селскостопанското производство е сравнително продуктивно, а петролната индустрия расте със стабилни темпове. Камерун произвежда и изнася големи количества нефт, какао (един от най-големите износители в световен мащаб), кафе, банани, памук и естествен каучук. Износът на нефт представлява около 29% от общия износ на Африка.
Брутният вътрешен продукт (42,76 млрд. щ.д.) представлява половината от този на Централноафриканската валутно-икономическа общност (UDEAC), което прави камерунската икономика една от най-значимите на регионално ниво. Държавата е също част от Банката на централноафриканските държави и Организацията за хармонизирането на бизнес правата в Африка (OHADA). На 13 декември 1995 г. Камерун се присъединява към Световната търговска организация.
От 1965 до 1985 г. Камерун претърпява продължително развитие. Икономическата ситуация след това бързо се срива, което води до девалвацията на франка през 1994. След десетилетие на рецесия, характеризиращо се със силен спад в брутния вътрешен продукт (-30% между 1985 и 1993) и срив от 40% в потреблението на човек от населението, от 1994 г. в страната се наблюдава икономически растеж.
Към 1995 г. активното население се разделя както следва: 80% в първичния сектор (добив), 13% във вторичния (преработка) и само 7% в третичния сектор (услуги). По последни данни (2008) 70% от работната ръка е заета в областта на земеделието, 13% в промишлеността и 17% в сектора на услугите.
Около 75% от градската работна ръка работи в сивия сектор – при недеклариран труд и слаби доходи; 6 от 10 домакинства печелят поне част от дохода си в сивия сектор. Друг проблем е и увеличаващата се безработица, както и пониженото търсене на петрол на световния пазар. Близо 20% от населението е било безработно към 1995, с нарастване до 30% към 2003.
Камерун поддържа добър търговски баланс и бюджетен излишък, както и ниска инфлация (4,4%). Приходите в бюджета възлизат на 5,4 млрд. щ.д., а разходите – 4,3 млрд. щ.д.
Сред основните икономически партньори на Камерун са редица европейски държави. Износът на Камерун за 2006 г. възлиза на 4,3 млрд. щ.д., като най-често е отправен към европейските страни-партньорки – Италия, Испания, Франция, Великобритания, Белгия и други. САЩ също са сред страните, внасящи от Камерун. На 3 млрд. щ.д. възлизат внесените стоки в Камерун (най-често от Китай, Нигерия, САЩ, Франция).
Както в повечето африкански държави от централната и западната част на континента, така и в Камерун основната валута е сефа франкът (CFA франк).

## Население
Според статистическите данни към края на 2009 г. населението на Камерун възлиза на 19 522 000 души. Населението на страната е сравнително младо: 40,9% под 15, а 55,9% са между 15 и 65-годишна възраст. Раждаемост: 34.1 раждания на 1000 души (34.1‰); смъртност: 12.2 на 1000 души (12.2‰). Естественият прираст на Камерун е 21.9‰. Средната продължителност на живота е 53.69 години (мъже – 52.89; жени – 54.52).
Жителите на страната, според това къде живеят, са разделени на две: градско и селско. Най-гъсто населените територии са големите градове, платата в западните и равнините в североизточните части на Камерун. В столицата, Яунде, живеят повече от един милион жители. Други големи градове са Дуала, Гароуа и Баменда. В контраст, най-рядко населените части от Камерун са южните плата и депресии.
Хората в пренаселените западни или неразвитите южни части на Камерун се местят към крайбрежните плантации с цел намиране на работа. Малки групи от тях биват назначавани като работници в различните плантации, разположени по югоизточното крайбрежие на страната. Това има положителен ефект в борбата срещу безработицата, но водят до нарушаване на демографския баланс в някои региони в страната, тъй като повечето от преместилите се хора са мъже.
В Камерун е разпространено както еднобрачието, така и многобрачието. От гледна точка на броя на членовете, средностатистическото камерунско семейство е многобройно. В Северен Камерун, жените най-често се грижат за домовете. Работата извън къщата е оставяна на мъжете, които обикновено работят като фермери. В южните части на страната жените се грижат за отглеждането на плодове и зеленчуци, а от мъжете се очаква да набавят за семейството месо и отглеждат различни земеделски култури. Камерунското общество е патриархално и насилието над жени е често срещано.
Населението е изградено от близо 280 различни етнически групи. Платото Адамауа, разположено в централната част на Камерун, разделя тези групи на северни и южни от географска гледна точка. Северните етнически групи са от судански или фулански произход, а южните спадат към бантуските етноси. Камерун е обитаван и от близо 5000 пигмеи, разпръснати по крайбрежните джунгли или на югоизток. Нигерийците, най-вече племето Игбо, са най-многобройната чуждестранна група в Камерун.
Близо 97 400 бежанци намират убежище в Камерун през 2007 г., като повечето от тези миграции са причинени от военни действия, водени по родните места на бежанците. Близо 49 300 от тях са от Централноафриканската република, а 2900 – Нигерия. В повечето случаи това води до повишаване броя на отвличания и ограбвания на камерунци, най-вече от страна на новодошлите централноафрикански бежанци (по данни от 2005).
Официални езици са френски и английски. През 70-те години на 20 век смесването на френския и английския език, наричано Camfranglais, придобива огромна популярност. Местните езици са фанг, дуала, бимелеке, фула (фулбе).

### Религия
| Вярванията в Камерун | Вярванията в Камерун | Вярванията в Камерун | Вярванията в Камерун | Вярванията в Камерун |
| -------------------- | -------------------- | -------------------- | -------------------- | -------------------- |
| религия              |                      |                      | проценти             |                      |
| Християнство         | Християнство         |                      | 40%                  | 40%                  |
| местни божества      | местни божества      |                      | 40%                  | 40%                  |
| Ислям                | Ислям                |                      | 20%                  | 20%                  |

В Камерун има голямо религиозно разнообразие, като изповядването на различните вярвания е свободно. Християнството е най-разпространено в южните и западните части на страната. Ислямът е религия, изповядвана почти във всеки един регион в Камерун, главно в северните части. Въпреки големият брой мюсюлмани, в Камерун няма ислямистки политически партии. В много части на Камерун и двете религии се изповядват наравно, като много често се срещат джамия и църква една до друга.
Значителна част от населението на Камерун практикува магьосничеството, което е незаконно в страната. Много често заподозрени като „магьосници“ хора са преследвани. Повечето от камерунските племена освен собствена религия изповядват исляма. Американският държавен департамент твърди, че мюсюлманите упражняват дискриминация срещу последователи на християнството и на традиционни вярвания, най-вече в на север.

## Култура
| Дата        | Име                 |
| ----------- | ------------------- |
| 1 януари    | Нова година         |
| 11 февруари | Ден на детето       |
| 1 май       | Ден на труда        |
| 20 май      | Национален празник  |
| 15 август   | Голяма Богородица   |
| 1 октомври  | Ден на обединението |
| 25 декември | Коледа              |

Всяка етническа група в Камерун има свои собствени традиции. Към тях се отнасят раждания, погребения, узряване на реколти и религиозни ритуали. Освен тях съществуват и такива, присъщи за целия камерунски народ. Има седем официални празника в една година, също така има и празници, менящи датата си (Великден, Възнесение Христово, Рамазан байрам, Курбан байрам).
Музиката и танците са неделима част от камерунските празненства. Музикалната традиция се предава устно. Тя може да бъде съпровождана както с ръкопляскания, така и с традиционните за Камерун музикални инструменти: барабани, свирки, камбани, флейти.
Популярни музикални стилове са мангамбеу, асико, амбасе бей и цамаси. Нигерийската музика е оказала голямо влияние върху англоезичните камерунски певци. Пример за това е песента „Сладка майка“ (1976) на Принс Нико Мбарга, най-продаваната африканска песен в историята. Други изпълнители като Маню Дибанго, Франсис Бьобе, Пти-Пеи и Мони Биле популяризират камерунската музика из целия свят (през 70-те и 80-те).
Камерунската кухня е сравнително разнообразна, специфична за всеки един регион. Въпреки различията, има и признаци, по които се обединяват – най-вече обичаите. Приликите са:
- навсякъде из Камерун се яде вечеря, като понякога закуската или обядът се пропускат;
- традиционните храни са просо, царевица, ориз, касава, ямс и картофи;[28] месото и рибата се консумират рядко, тъй като са скъпи;[23]
- често ястията биват поднасяни горещи;[23][28][48]
- традиционните напитки са вода, палмово вино и бира (правена от просо);
- закуската включва хляб и/или чай (може и кафе).

Царевичните изделия (снаксовете) са изключително популярни в големите градове.
Много от жителите на Камерун се занимават с изкуство. Изработването на различни изделия е с комерсиални, декоративни и религиозни цели. Изключително разпространени са дърворезбата и скулптурирането. В западните части на страната се практикува грънчарство. В Камерун ръчно се произвеждат кошници, метални изделия, бродерии, обработва се кожа и се плетат калабаши.
Все по-често жилищните сгради се правят от цимент или ламарина.
Както африканските, така и европейските теми заемат важна част в изграждането на литературата и кино индустрията в Камерун. Редица писатели от колониалната ера, като Санки Маймо, биват обучени в европейски дух и по този начин стават поддръжници на европейската култура, и се стремят да наложат в страната прогресивно мислене. След Втората световна война този начин на мислене се променя. Нови автори, като Монго Бети и Фердинан Ойоно, отхвърлят идеите на предшествениците си.
Спортът заема важно място в културния живот на Камерун. Държавата насърчава практикуването на всички видове спорт. Кануто и борбата са традиционни, а най-разпространен е футболът. Националният отбор по футбол на Камерун е признат като един от най-добрите в света – имат спечелени 4 Купи на африканските нации и златен медал на Летните олимпийски игри през 2000 (Сидни).

### Правителство
- ((en)) Президентство Архив на оригинала от 2009-06-06 в Wayback Machine.
- ((en)) Министър-председател на Камерун Архив на оригинала от 2008-12-16 в Wayback Machine.
- ((en)) Национална Асамблея на Камерун Архив на оригинала от 2008-03-14 в Wayback Machine.
- ((en)) Туризъм Архив на оригинала от 2010-01-31 в Wayback Machine.

### Обща информация
- Министерство на външните работи (България) – Република Камерун
- ((en)) CIA The World Factbook – Камерун Архив на оригинала от 2020-05-15 в Wayback Machine.
- ((en)) BBC Камерун
- ((en)) US Department of State Камерун Архив на оригинала от 2010-01-04 в Wayback Machine.
- ((en)) National Geographic Камерун
- ((ru)) Камерун[неработеща препратка]

### Новини
- ((en)) CNN Новини за Камерун Архив на оригинала от 2009-12-07 в Wayback Machine.
- ((en)) Reuters Africa Новини за Камерун Архив на оригинала от 2012-06-19 в Wayback Machine.
- ((en)) World Bank Новини за Камерун

### Посолства
- ((en)) Списък с посолства на Камерун Архив на оригинала от 2010-07-10 в Wayback Machine.

### Други
- ((en)) TransParency International Данни за корупцията по страните Архив на оригинала от 2008-04-28 в Wayback Machine.
- ((de)) Сътрудничество между Камерун и Германия Архив на оригинала от 2010-02-09 в Wayback Machine.